# HKV/Ons Eibernest

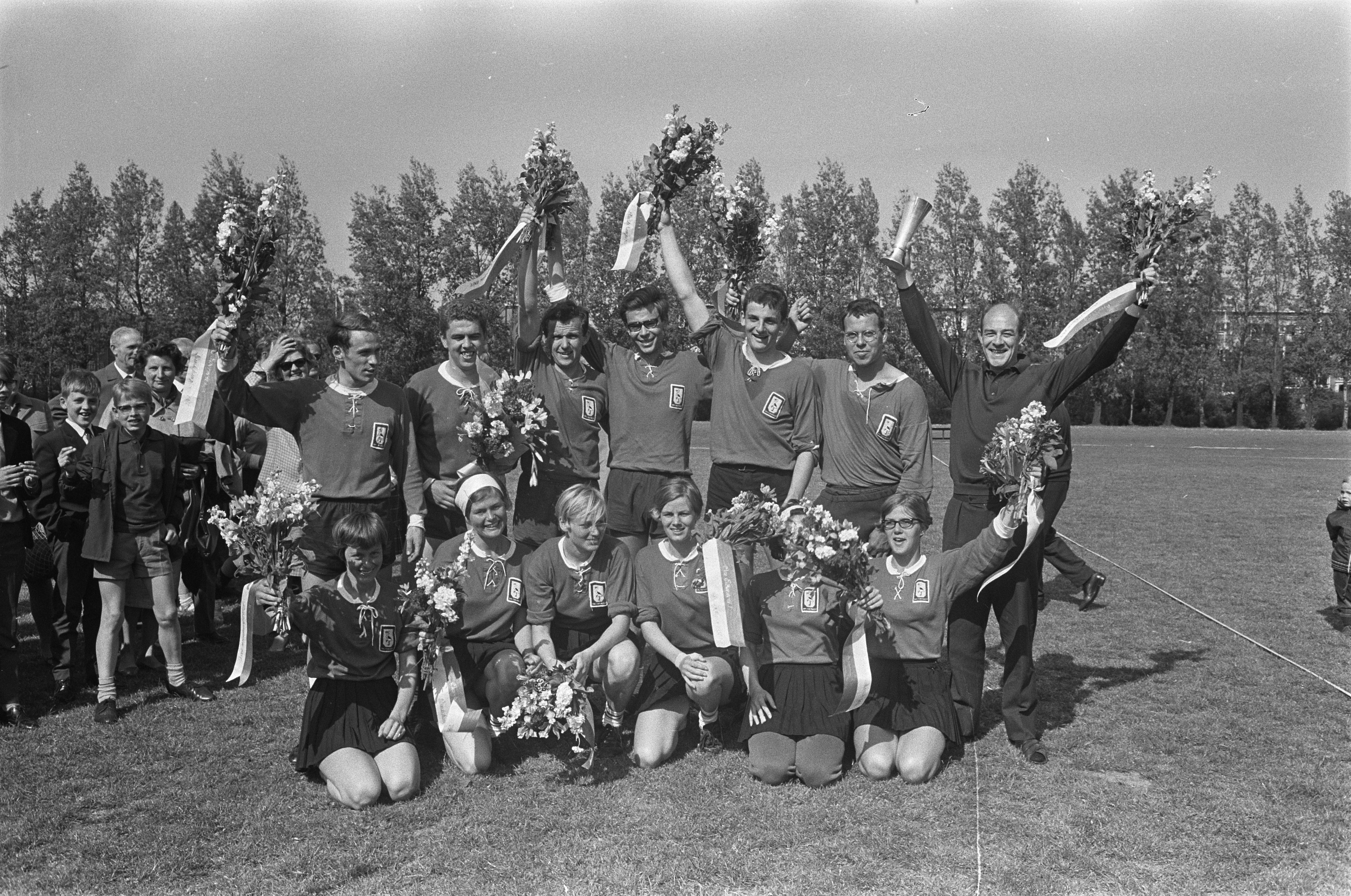
Ons Eibernest, landskampioen in 1967

HKV/Ons Eibernest is een Nederlandse korfbalvereniging uit Den Haag. Het is een fusieclub tussen de Haagse Korfbalvereniging Voorwaarts (HKV) en Ons Eibernest. Deze fusieclub is op 12 juni 1992 ontstaan.
In de seizoenen 2010/11-2012/13 kwam de club uit in de Hoofdklasse (zaalkorfbal).

## HKV

### Erelijst
Landskampioenschap (veld)
Kampioen in 1958, 1960

## Ons Eibernest

### Erelijst
Europa Cup (veld)
Winnaar in 1967, 1970, 1971, 1973, 1974, 1975, 1976
Landskampioenschap (veld)
Kampioen in 1967, 1970, 1972, 1973, 1974, 1975
Landskampioenschap (zaal)
Kampioen in 1962, 1965, 1967, 1969, 1970, 1973, 1974

## Wall of Fame
Zie hier een lijst van bekende (oud) spelers:
- Theo van Zee, Ons Eibernest
- Ron Regeer, Ons Eibernest
- Hans Pouw, Ons Eibernest
- John Tims, Ons Eibernest
- Jan Wals, Ons Eibernest
- Adri Zwaanswijk, HKV